# Clavelina dagysa
Clavelina dagysa är en sjöpungsart som först beskrevs av Kott 1957.  Clavelina dagysa ingår i släktet Clavelina och familjen klungsjöpungar. Inga underarter finns listade i Catalogue of Life.